# ポチャッコ
ポチャッコ（ラテン文字表記：Pochacco）は、日本のサンリオによるキャラクター。
キャラクターグッズではPochacco The Yorimichi Dogと表記されていることがある。
1989年にキャラクター開発。

## キャラクター
ポチャッコ
声 - かないみか / あけずみじゅんこ（「ハローキティのあつまれ！のりものシリーズ」のみ） / 喜田あゆみ （「ハローキティと学ぼう はじめての○○シリーズ」のみ）
ふわふわタウンのはずれ、うぐいす横丁で生まれた犬の男のコ。見た目がぽちゃぽちゃしてるからこのような名前が付けられている。性格は好奇心旺盛でおっちょこちょいで少々おせっかい。好物はバナナアイスで、ほぼ毎日食べている。身長は、バナナアイスのラージサイズのカップ4個分。体重は、ふわふわタウンのにんじん畑でとれるおばけニンジン3本分。犬でありながら二足歩行ができるが、それゆえに足がもつれて転ぶことがある。バナナアイスをいっぱい食べるのが夢。寄り道しがちだがそれゆえに友達が多い。スケートボードと蓮華草と散歩が好き。好きな季節は蓮華草とアイス好きから春から夏。設定上の誕生日はうるう年の2月29日生まれ。

ポチャミ
ポチャッコの幼なじみで頭にリボンを付けた犬の女のコ。優しくてしっかりもの。
チョッピ　
声 - 南央美
蓮華畑の真ん中で生まれたネズミの男のコ。ポチャッコの大親友。ちょっぴりあわてんぼうで、ちょっぴりあまえん坊。カスタードのシュークリームが好物。特技はジャンプすること。誕生日は3月22日。

### その他の友だち
- グリ[12] 声 - うえだゆうじ うさぎがモチーフ。ずる賢くみえるがどこか憎めない。特技はニンジン料理。
  - ラビ - うさぎがモチーフ。グリの妹で甘えん坊[15]。特技は相手を笑顔にさせること。
  - チュピ - うさぎがモチーフ。グリの弟で末っ子。少々泣き虫。
- ピーちゃんズ（ピヨ、ピコ、ピープ)  声 - 小島悠埋 ひよこがモチーフで3姉妹。 いつもポチャッコのそばにいる。きれいな3部合唱でみんなをうっとりさせる。名前は、いちご新聞で募集して決められた。[16]
- プレーリーズ（ドキドキ(男のコ)、ランラン(女のコ)、ナーニ(女のコ)）[7] - プレーリードッグがモチーフ。ピーちゃんズの幼なじみで、かくれんぼが好きな3つ子の三兄弟[17]。
- モグモグ 声 - 二又一成 もぐらがモチーフ。いつも眠そうにしている。無口でのんびり屋。
- ポップル 声 - 渡辺久美子 あひるがモチーフ。よたよた歩くが泳ぎは上手い。優しくおとなしい。真面目な優等生だが一度あわてるとパニックになってしまう。
- ドッチ 声 - 野上ゆかな   　カエルがモチーフ。おっちょこちょいでひょうきんでお調子者。
- モンモン - モモンガがモチーフ。好奇心旺盛で新しいもの好き。
- サミュ - ネコがモチーフ。甘えん坊で食いしん坊[17]。
- ポンチ - ペンギンがモチーフ。いろんな所を旅している水兵。明るい性格。
- タップ - ドードーがモチーフ[注釈 1]。飛ぶ練習をしている。あわてんぼう。
- フワフワ - おばけがモチーフ[17]。女の子。賑やかなところや驚かせるのが好き。
- メープル - カモメがモチーフ。女の子。のんびり屋で世話好き。
- レイチェル - リスがモチーフ。ちょこちょこと飛び回り元気いっぱい。
- トトラ - トラがモチーフ。遊ぶことが大好き。
- ペペ - ペンギンがモチーフ。なんでも知りたがり。行きたいと思うとどこでも行っちゃう行動派。
- プクク - アザラシがモチーフ。泳ぎが上手い。キラキラしたものを集めている。
- ドリ - イルカがモチーフ。赤ちゃんイルカでジャンプの子供。甘えん坊。方向感覚がバツグン。
- ジャンプ - イルカがモチーフ。のんびり屋でとっても優しい。
- スイム - ビーバーがモチーフ。いつもニコニコしている。
- マイム  声 - 高木渉　カメがモチーフ。マイペースで努力家。
- ピルル  声 - 渕崎ゆり子　小鳥がモチーフ。　気まぐれでいたずら好き。早口言葉が得意。
- ティッキー - サルがモチーフ。思い立ったらすぐ行動をする。
- チョウチョさん
- ハチさん

## 書籍
- 「ポチャッコのことばさがし」 サンリオ、1996年 ISBN 4387960795
- 「ポチャッコのうみのなかまたち」 サンリオ、1997年 ISBN 4387970847
- 「ポチャッコなぞなぞにちょうせん」 サンリオ、1995年 ISBN 4387950072
- 「ポチャッコのすてきなおりがみ」 サンリオ、1995年9月 ISBN 4387950331
- 「ポチャッコの『道は開ける』」 朝日新聞出版、2019年2月28日 ISBN 9784022649157

## 映像化

### オリジナルビデオ
『サンリオ世界名作劇場』シリーズ
- 『ポチャッコのジャックと豆の木』

『オリジナルストーリーアニメ』シリーズ
- 『ポチャッコのわくわくバースデー』（SAVV-159 ISBN 978-4387922148）
- 『ポチャッコのにんじん畑は大騒ぎ』（SAVV-162 ISBN 978-4387922155）

## 音楽

### シングル
- 『サンリオキャラクター目覚ましCD ハローキティのおはよう!みんな』（1994年、サンリオ V-2615 ISBN 4-387-94070-0  ）
全9曲。当CDシングルの2曲目と7曲目に「ポチャッコ」のタイトルで収録。楽曲ではなく、ポチャッコが演じるドラマCDのような内容である。担当声優であるかないみかが演じている。

### イメージソング
「ポチャッコ」
作詞：あけずみじゅんこ 作曲：関根寛 編曲：佐橋俊彦 歌：JUNPEI
1992年8月21日にサンリオより発売されたCDアルバム「みんなでうたおう！キャラクターソング」（SACV-2030）の3曲目に収録。2分29秒。
「いっぱいいっぱいがっこう行事」
作詞：MIYUKI、宮崎ナツミ 作曲：白川善久 編曲：Richard Niles 歌：JUNPEI
1992年7月21日にサンリオより発売されたCDアルバム「学校いこう スクールソング」（SACV-2032）の8曲目に収録。2分53秒。
「僕らの夢風船」
作詞：尾形香代子  作曲/編曲：八幡茂 歌：かないみか、山田恭子
1993年11月21日にサンリオより発売された絵本付CDアルバム『みんなでうたおう! サンリオピューロランド』（全8曲、SACV-3401）の2曲目（長さ1分38秒）に収録されている。歌手（声の演出）はポチャッコはかないみか、ペックルは山田恭子である。当楽曲はサンリオピューロランドのアトラクションであるフェアリーランドシアターで1992年3月20日より上演された「ポチャッコとペックルの冒険」で使用された曲である。

## サンリオキャラクター大賞の順位
『いちご新聞』の読者投票企画「サンリオキャラクター大賞」で、1991年度〜1995年度まで5年連続1位を受賞した。2025年現在、これはシナモロール(5連覇)と並び、ハローキティ(12連覇)に次ぐ記録である。また、2018年のサンリオキャラクター大賞の総合順位は6位であったが、いちご新聞に届いた票のみを集計した「いちご新聞ランキング」ではグランプリを獲得し、2020年まで連覇した。昨年より18年ぶりにグッズ販売や後述の期間限定カフェがオープンするなど、キャラクター展開を再開していた。
2013年サンリオキャラクター大賞14位。2013年サンリオキャラクター大賞の特別企画である「これやります宣言」で、「10位以内なら貯金します」と宣言していた。
2014年サンリオキャラクター大賞14位。大賞を終えた際の一言は「時には寄り道も、人生に必要だよ」であった。
2019年サンリオキャラクター大賞は総合順位は5位だが、いちご新聞ランキング、および楽天市場（サンリオZone）のみの集計では1位を獲得した。
2020年サンリオキャラクター大賞は総合順位は3位だが、いちご新聞ランキングでは1位を獲得した。また、海外順位では香港で3位を獲得した。また、コロナ関連によるサンリオショップの臨時休業が相次ぎ、思うようにサンリオショップ店頭からの投票（チップde投票）が出来なかったため、サンリオキャラクター大賞終了後の6月12日から30日にかけて、スピンアウト企画の 「チップde投票リターンズ」がサンリオショップ各店舗で開催され、サンリオショップのひとつのハーモニーランドにおいての結果は「ポチャッコ」は6位であった（この回の票は、公式にはサンリオキャラクター大賞本戦の結果には反映されない）。
また、いちご新聞オリジナル企画で2016年より「サブキャラコンテスト」が開催されている。第1回（2016年）「サブキャラコンテスト」ではポチャッコのサブキャラは「ピーちゃんズ」がノミネートされ18位にランクインされている。第2回（2017年）「サブキャラコンテスト」では「ラビ」が4位、「フワフワ」が38位にランクインされている。第3回（2018年）「サブキャラコンテスト」では「ポンチ」が2位、「ポップル」が4位にランクインされている。第4回（2019年）は第1回（2016年）〜第3回（2018年）までの上位20キャラクター同士の決戦コンテストで、ポチャッコのサブキャラは1位こそ逃したが、「ピーちゃんズ」が2位、「ポップル」が4位、「ポンチ」が6位、「ラビ」が8位と60キャラクター中、全員がトップ10にランキングされる快挙を達成した。仕切り直しとなる第5回（2020年）「サブキャラコンテスト」では「ピーちゃんズ」が6位、「サミュ」が10位、「プレーリーズ」が19位、「フワフワ」が39位にランクインされている。
- 2025年サンリオキャラクター大賞3位
- 2024年サンリオキャラクター大賞2位
- 2023年サンリオキャラクター大賞4位
- 2022年サンリオキャラクター大賞4位
- 2021年サンリオキャラクター大賞3位
- 2020年サンリオキャラクター大賞3位（いちご新聞ランキング1位[36]）。
- 2019年サンリオキャラクター大賞5位（いちご新聞ランキング1位[27]）。
- 2018年サンリオキャラクター大賞6位（いちご新聞ランキング1位[37]）。
- 2017年サンリオキャラクター大賞10位（いちご新聞ランキング6位[38]）。
- 2016年サンリオキャラクター大賞11位（いちご新聞ランキング11位[39]） ／ なでる投票12位[40]。
- 2015年サンリオキャラクター大賞15位（いちご新聞ランキング12位）。
- 2014年サンリオキャラクター大賞14位[26][41][注釈 3]（いちご新聞ランキング18位[43]）。
- 2013年サンリオキャラクター大賞14位。
- 2012年サンリオキャラクター大賞13位。
- 2011年サンリオキャラクター大賞10位[44]。
- 2010年サンリオキャラクター大賞8位[45]。
- 2001年〜2009年サンリオキャラクター大賞10位圏外[3]。
- 2000年サンリオキャラクター大賞9位。
- 1999年サンリオキャラクター大賞8位。
- 1998年サンリオキャラクター大賞6位。
- 1997年サンリオキャラクター大賞4位。
- 1996年サンリオキャラクター大賞2位。
- 1991年〜1995年サンリオキャラクター大賞1位。
- 1990年サンリオキャラクター大賞6位。

## イメージキャラクター
- 2000年から、八千代銀行のイメージキャラクターを担当している。2016年8月より、東京TYフィナンシャルグループの統一キャラクターとして、リトルツインスターズに変更されるため、同年6月より2ヶ月間、東京都民銀行のシナモロールを含めた3キャラクターが併存するノベルティが制作され、配布されている[46]。
- 2021年10月からは、武蔵野銀行のイメージキャラクターを担当している。同行では2013年よりドリームテイルクーベアがイメージキャラクターを担当しており、同日以降ペアでイメージキャラクターを担当している[47]
- 兵庫銀行（現・みなと銀行）のイメージキャラクターに起用されていたこともある。ノベルティも製作された。ポチャッコデザインされたキャッシュカードも発行されていた[48]。
- 小川信用金庫（現・埼玉縣信用金庫）のイメージキャラクターに起用され、ポチャッコデザインされたキャッシュカードも発行されていた[48]。
- ジャパネットブロードキャスティングが運営する衛星放送チャンネル「BS10（旧BSJapanext）」と「BS10スターチャンネル（旧スターチャンネル）」のPR大使として起用されている[49][50]。

## その他
- 『いちご新聞』でポチャッコが初めて表紙を飾ったのは、1991年3月号（277号）[51]。
- 1992年7月17日に発売されたファミリーコンピュータ用ソフト『サンリオカップ ポンポンバレー』にプレイアブルキャラクターとして登場し、パッケージ・取扱説明書・ロムカセット・各種広告などの標準イラストに堂々と描かれていた。1990年代前半に短期間だけ存在したサンリオグループのゲームメーカーで、男児向けを中心としたサンリオキャラクターを起用したゲームのみを発売していたキャラクターソフトのタイトルに登場したのは、同作のみであった。
- サンリオピューロランドのライブショーやアトラクションに出演しており、2020年現在もMiracle Gift Paradeやキャラクターグリーティング[注釈 4]にもライブキャラクター（着ぐるみ）として出演している。
- サンリオが1996年2月16日に発売した「サンリオタイニーパーク」というWindows/Macintosh用エデュテインメントソフトに、ポチャッコのコンテンツである「ポチャッコの15パズル」と称する15パズルが収録されている[52]。また後日発売された「サンリオ タイニーパークvol.2」に「ポチャッコのドキドキパニック」が、「サンリオ タイニーパークvol.3」に「ポチャッコのわくわくしりとり」が収録されている。
- 1997年にサンリオが登録しようとした"pochacco.com"というドメインを第3者が勝手に取得したとして1999年、世界知的所有権機関（WIPO）に訴えを起こした[53]。2000年6月14日、「無断使用禁止」の裁定が下された。
- エクサムが発売するキッズ向けトレーディングカードアーケードゲームであるハローキティとまほうのエプロン 〜サンリオキャラクター大集合!〜の第3弾〜レッツ!ハンバーガークッキング〜』に登場するキャラクターのひとつとして「ポチャッコ」が起用された[54]。
- 京浜急行電鉄は日本初となるポチャッコカフェを京急百貨店の4階で2017年9月6日より期間限定でオープンし、京急百貨店限定のオリジナルメニューが提供された。また、ポチャッコカフェ限定グッズも京急百貨店5階のサンリオショップで販売された[55][56]。
- 2018年より誕生日である毎年2月にポチャッコをモチーフにしたジュエリーがユートレジャーより発売され、2020年2月29日には同社よりポチャッコのシルバーやプラチナ製の高級ブレスレット、ピアス・イヤリングが発売されている[57]。
- 2019年9月オープンした「ホテル沖縄 with サンリオ キャラクターズ」は館内のすべての客室がサンリオキャラクターで装飾されており、その中には「ポチャッコ」で装飾された客室も用意されている[58][59]。
- 2020年1月には「はぴだんぶい」と称されるキャラクターユニットが結成され、そのメンバーの一人に起用され、商品展開が行なわれる[60][61]。